# Johannes Tröster (Kanoniker)
Johannes Tröster „de Amberg“ (* um 1425 in Amberg; † 24. April 1485 in Regensburg) war ein deutscher Kanoniker und Humanist.
Tröster studierte in Wien und Padua und gehörte zum Kreis um Enea Silvio Piccolomini, den späteren Papst Pius II. Bis 1452 war er Lehrer des Kronanwärters Ladislaus Postumus. Um 1454 verfasste er sein einziges literarisches Werk, den poetischen Dialogus de remedio amoris über die Liebe, der von Enea Piccolomini redigiert und diesem in einigen Handschriften als sein eigenes Werk zugeschrieben wurde. Später sind zwischen 1462 und 1479 Reisen im Umkreis von Eneas Neffen Francesco Piccolomini, des späteren Papstes Pius III., in Italien nachgewiesen, wo er zahlreiche Handschriften und Bücher erwarb und sammelte.
Tröster wurde Anfang der 1460er Jahre Propst von Stift Mattsee. Um 1465 wurde er Domherr in Regensburg und nach dem Tod von Thomas Pirckheimer 1473 dessen Nachfolger als Kustos des Regensburger Doms. Nachdem Tröster 1481 als Folge eines Schlaganfalls gesundheitlich beeinträchtigt war, verschenkte er große Teile seiner Büchersammlung an die Artistenfakultät der Universität Ingolstadt und anderen Bibliotheken, sowie der befreundeten Patrizierfamilie Pirckheimer.
Trösters Pfründen und Würden wurden Ende 1485 weiterverliehen. Seine Grabplatte, von der das Todesdatum in älterer Literatur als „24. April 1487“ gelesen wurde, befindet sich im Kreuzgang des Regensburger Doms.